# 伊克坦 (佟佳氏)
伊克坦，佟佳氏，滿洲人，清朝軍事將領。
咸豐四年（1854年），任鳥槍護軍校。同治元年（1862年），委參領。同治三年，任副參領；次年，任正參領。光緒五年（1879年），授副都統銜、關防營總并委翼長。光緒八年，任翼長。光緒十四年，任廣州漢軍副都統兼署滿洲副都統。